# Carnot (1894)
Carnot – francuski pancernik (przeddrednot) z końca XIX wieku. Był jedną z pięciu podobnych do siebie jednostek zamówionych w ramach programu rozbudowy floty francuskiej z 1890 roku (prócz niego były to: „Charles Martel”, „Jauréguiberry”, „Masséna” i „Bouvet”). Okręt wypierał 11 954 tony, a jego główną artylerię stanowiły dwa działa kalibru 305 mm i dwa kal. 274 mm, uzupełniane przez osiem dział kal. 138 mm. Zwodowany 12 lipca 1894 roku w stoczni Arsenal de Toulon w Tulonie, został przyjęty do służby w Marine nationale 25 czerwca 1897 roku. Nazwę otrzymał na cześć francuskich polityków – Lazare’a Carnota oraz Marie Carnota. Służył na Morzu Śródziemnym i Oceanie Atlantyckim do kwietnia 1914 roku, kiedy został wycofany z czynnej służby. Do października 1919 roku pełnił rolę hulku mieszkalnego, po czym został zezłomowany w 1922 roku.

## Projekt i budowa

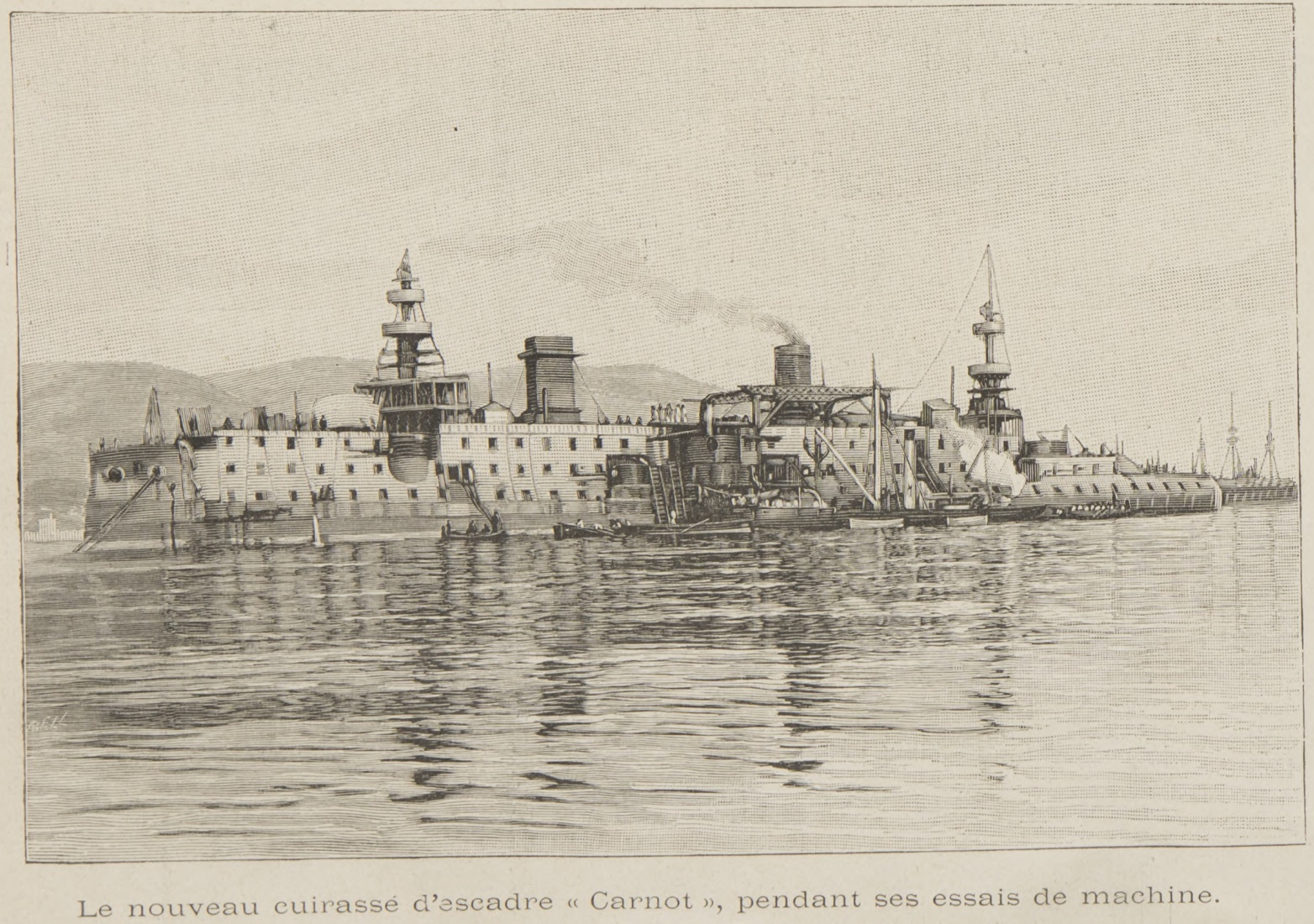
Pancernik podczas budowy

Doświadczenia z prób i początków eksploatacji zbudowanych w ramach programu rozbudowy floty francuskiej z 1881 roku pancerników (okrętów pancernych) „Hoche”, „Marceau” i „Neptune” skłoniły admiralicję do rozpoczęcia prac projektowych nad ich następcami. W przyjętym w 1890 roku nowym programie rozbudowy floty (z planową realizacją w latach 1892–1901), którego twórcą był ówczesny minister marynarki Édouard Barbey, znalazło się m.in. zbudowanie pięciu nowych pancerników, przez co Marine nationale miała mieć w służbie 24 jednostki tej klasy (prócz „Carnota” powstały „Charles Martel”, „Jauréguiberry”, „Masséna” i „Bouvet”). Okręty powstały według jednolitych założeń projektowych, choć różniły się między sobą szczegółami konstrukcji oraz wyglądem zewnętrznym; przenosiły jednak identyczne uzbrojenie, były podobnie opancerzone oraz miały zbliżoną prędkość i manewrowość. W założeniach miały mieć wyporność normalną około 14 000 ton, opancerzenie na całej długości linii wodnej i uzbrojenie składające się z dwóch dział kal. 340 mm, dwóch kal. 274 mm oraz ośmiu kal. 138 mm. Naciski ze strony parlamentu oraz zwolenników Jeune École na obniżenie kosztów budowy spowodowały zmniejszenie kalibru dział artylerii głównej do 305 mm i umieszczenie dział artylerii średniej w wieżach zamiast w kazamatach, przez co wyporność normalna miała nie przekroczyć 12 000 ton.
Projektując nowe okręty zaczerpnięto niektóre rozwiązania techniczne z ich poprzedników: z „Hoche” przejęto układ rozmieszczenia najcięższej artylerii w tzw. romb (dwa pojedyncze działa na dziobie i rufie oraz dwa kolejne w wieżach przyburtowych), z typu Marceau natomiast kształt kadłuba z wysokimi, silnie pochylonymi dośrodkowo burtami zapewniający dobrą dzielność morską (z wyjątkiem obniżonego o jeden poziom pokładu rufowego zastosowanego w celu zmniejszenia masy konstrukcji).
Projektantem przyszłego „Carnota” był inż. Victor Saglio, pracujący w państwowej stoczni Arsenal de Toulon. Według dwóch przedstawionych przez niego projektów okręt miał mieć wyporność około 14 000 ton i wiele wspólnych elementów z projektowanym w tym samym czasie przez inż. Charles’a Huina pancernikiem „Charles Martel”. Aby zmniejszyć masę okrętu zrezygnowano z dodatkowego pomostu i rufowego masztu bojowego, a także ciężkich żurawików do opuszczania kutrów i łodzi okrętowych. Problem z rozmieszczeniem łodzi rozwiązano stosując kratownicę z parą suwnic, jak na pancerniku „Marceau”.
„Carnot” został zamówiony i zbudowany w stoczni Arsenal de Toulon w Tulonie. Stępkę okrętu położono 10 września 1891 roku, a jego kadłub zwodowany został 12 lipca 1894 roku. Nazwa jednostki początkowo miała upamiętniać francuskiego polityka, matematyka i generała Lazare’a Carnota, jednak po zamordowaniu 25 czerwca 1894 roku prezydenta Marie Carnota postanowiono, że imię jednostki będzie symbolizować ich obu. Koszt budowy jednostki wyniósł około 28 500 000 franków (w przeliczeniu 1 070 088 £). Fundusze pochodziły z kredytów przyznanych w 1891 roku.
27 grudnia 1895 roku na nowo zbudowanym okręcie rozpoczęły się próby siłowni, początkowo na uwięzi. Jesienią 1896 roku rozpoczęły się oficjalne próby pokładowej artylerii. Podczas przeprowadzonych w latach 1896–1897 prób układu napędowego osiągnięto następujące wyniki: w 24-godzinnej próbie prędkości przy mocy nominalnej 11 547 KM zanotowano 17,5 węzła, a w próbie 4-godzinnej przy przeciążeniu maszyn osiągnięto prędkość 17,8 węzła.

## Dane taktyczno-techniczne

### Charakterystyka ogólna

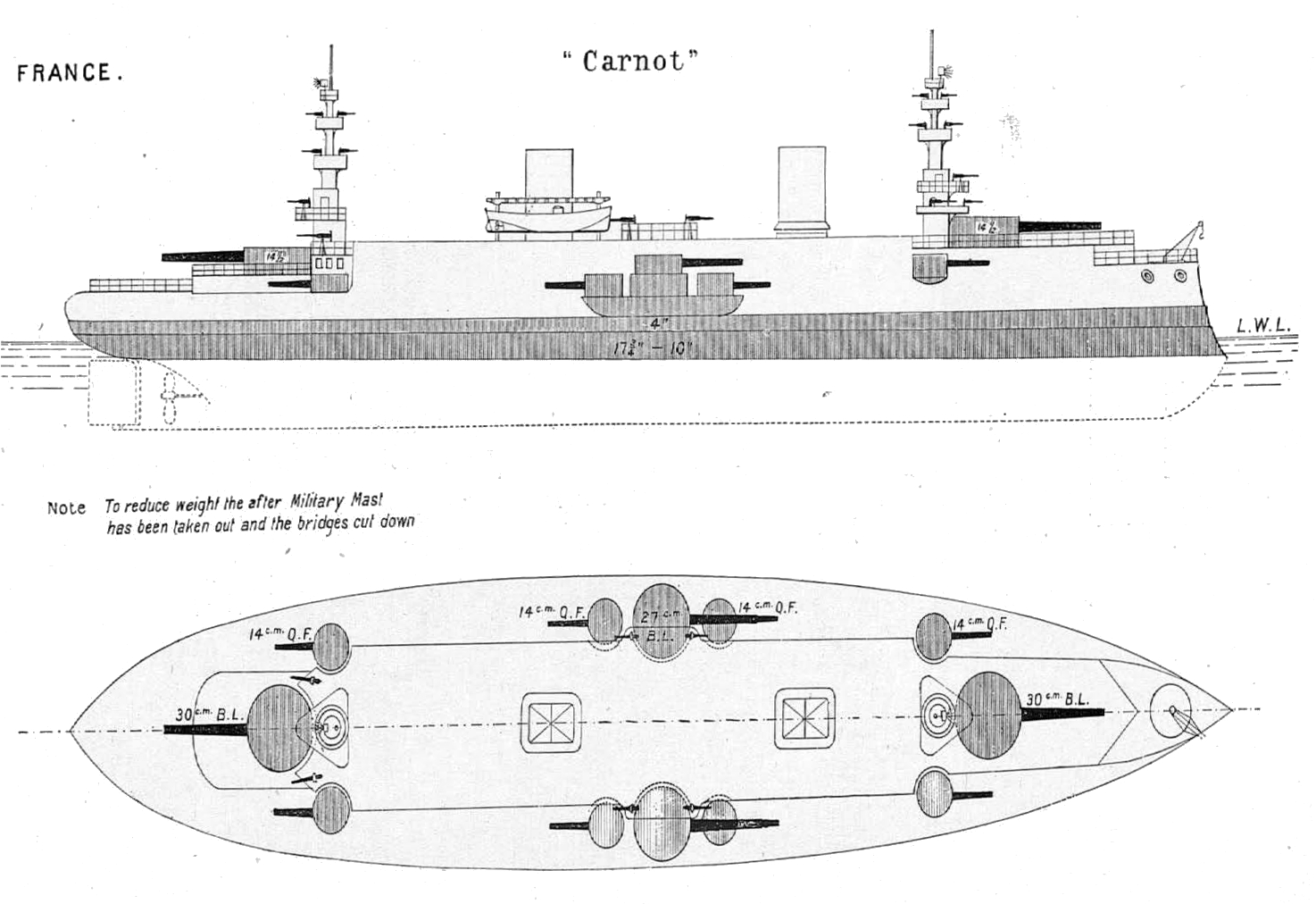
Schemat opancerzenia i uzbrojenia pancernika „Carnot”

„Carnot” był zbudowanym ze stali pancernikiem z wysokimi, silnie pochylonymi dośrodkowo burtami. Podobnie jak w „Charles Martel”, na większości długości kadłuba była nadbudowa, na której była posadowiona wieża dziobowa działa; wieża rufowa była niżej na pokładzie górnym, a na samej rufie kadłub obniżał się do pokładu głównego. Również na samym dziobie pokład obniżał się w stosunku do nadbudowy. Kadłub podzielony był za pomocą 10 grodzi na 11 przedziałów wodoszczelnych, a jego konstrukcja opierała się na 96 wręgach. W przeciwieństwie do „Charles’a Martela” okręt miał odrębnie położone kotłownie, które mieściły się w przedziałach 5. i 6. (E i F) – razem 16 kotłów oraz w 8. (H) – 8 kotłów, rozdzielone przez zasobnie węglowe i magazyny amunicyjne umieszczonych na śródokręciu dział kal. 274 i 138 mm (G). Charakterystyczną cechą „Carnota” były trzy rzędy prostokątnych iluminatorów oraz szeroko rozsunięte kominy, przy czym prostokątny w przekroju dziobowy był większy niż rufowy . Dodatkowo na dziobie, w miejscu planowanego pierwotnie działa pościgowego, zbudowano pomieszczenie z reflektorami Mangina.
Okręt miał długość całkowitą wynoszącą 119 metrów (114 metrów między pionami), szerokość 21,4 metra i maksymalne zanurzenie 8,36 metra . Wyporność normalna wynosiła 11 954 tony, a pełna 13 177 ton.
Załoga okrętu składała się z 22 oficerów oraz 602 podoficerów i marynarzy.

### Urządzenia napędowe
Okręt był napędzany dwoma czterocylindrowymi pionowymi maszynami parowymi potrójnego rozprężania produkcji zakładów Indret w Nantes, z których każda poruszała jedną śrubę napędową. Parę dostarczały 24 opalane węglem kotły wodnorurkowe systemu Lagrafel-d’Allest, o ciśnieniu roboczym 15 kG/cm², rozmieszczone w dwóch kotłowniach . Maszyny osiągały przy przeciążeniu łączną maksymalną moc 16 300 KM, co pozwalało na osiągnięcie prędkości maksymalnej 17,8 węzła . Normalny zapas węgla wynosił 680 ton (maksymalnie 980 ton), co zapewniało zasięg 3520 Mm przy prędkości ekonomicznej 10 węzłów. Zasięg z pełnym zapasem węgla przy prędkości maksymalnej wynosił 600 Mm, a zużycie paliwa przy pełnej mocy kształtowało się na poziomie 15 ton na godzinę.
Prąd generowały trzy zespoły prądnic (prawdopodobnie firmy Sautter-Harlé) napędzanych przez dwucylindrowe maszyny parowe, wytwarzające łącznie 90 kWh energii (czwarty zespół prądnic był zapasowy). Produkowały one prąd stały o napięciu 80 V i natężeniu 600 A, używany do zasilania oświetlenia pokładowego, łukowych reflektorów bojowych, napędu wind amunicyjnych czy wentylatorów w kotłowniach.

### Uzbrojenie
Główną bronią pancernika były dwa pojedyncze działa kal. 305 mm M1887 L/45, o masie 44,3 tony, umieszczone w obracanych hydraulicznie wieżach o masie 93,7 tony na pokładzie dziobowym i rufowym na osi symetrii okrętu . Działa strzelały pociskami burzącymi o masie 292 kg lub przeciwpancernymi o masie 340 kg na odległość 11,6–13,6 km z prędkością początkową 780–823 m/s. Artylerię główną drugiego kalibru stanowiły dwa pojedyncze działa kal. 274 mm M1887 L/45, o masie 35 ton, także umieszczone w hydraulicznie obracanych wieżach o masie 79,1 tony, na pokładzie głównym przy prawej i lewej burcie . Armaty strzelały pociskami o masie 216–255 kg na odległość 12,8 km z prędkością początkową 780–800 m/s. Zapas amunicji najcięższej artylerii wynosił 60 pocisków na lufę.
Artylerię średnią stanowiło osiem pojedynczych, również umieszczonych w obracanych hydraulicznie cylindrycznych wieżach, szybkostrzelnych dział kal. 138 mm M1891 L/45 (faktyczny kaliber wynosił 138,6 mm). Armaty ważyły 4,58 tony każda, a wieże wraz z działami miały masę 11,2 tony. Strzelały pociskami o masie 30 kg (masa naboju 48,6 kg) na odległość 8 km z prędkością początkową 770 m/s, a zapas amunicji wynosił 250 sztuk na lufę. Po cztery działa strzelały na każdą z burt. Dwie wieże umieszczono na wysokości przedniego masztu na poziomie górnego pokładu, a reszta znajdowała się na poziomie głównego pokładu – cztery po obu stronach burtowych wież dział kal. 274 mm i dwie przy rufowej wieży dział kal. 305 mm .
Okręt uzbrojony był też w liczną artylerię małokalibrową, na którą składały się cztery pojedyncze działa kal. 65 mm M1888/M1891 L/50 (dwa umieszczone z przodu na skrzydłach dolnego mostku i dwa w rufowej części spardeku), 12 pojedynczych dział kal. 47 mm Hotchkiss M1885 L/40 (zamontowanych na mostku górnym i rufowym, dolnym poziomie dziobowego masztu bojowego oraz pomostach ponad wieżami dział kal. 274 mm) oraz 8 rewolwerowych pięciolufowych działek kal. 37 mm M1885 L/20 . Działa kal. 65 mm miały masę 498 kg (540 kg z zamkiem) i strzelały pociskami o masie 4 kg z prędkością wylotową 715 m/s, z szybkostrzelnością do 15 strz./min. Działa kal. 47 mm strzelały pociskami o masie 1,5 kg z szybkostrzelnością 20–25 strz./min, a w działkach kal. 37 mm używano pocisków o masie 0,5 kg, wystrzeliwanych z szybkością 25 strz./min. Prócz tego na pancerniku zamontowano cztery pojedyncze wyrzutnie torped (dwie burtowe podwodne, zlokalizowane pomiędzy wieżami dział. kal. 274 mm a bliższymi rufie wieżami dział. kal. 138 mm i dwie ruchome nawodne) kal. 450 mm .

### Opancerzenie
Pancerz okrętu miał łączną masę około 3800 ton. Jego podstawowym elementem był wykonany ze stali niklowej pas burtowy o grubości maksymalnej 450 mm na śródokręciu, zmniejszającej się w stronę dziobu do 350 mm i rufy do 240 mm (część górna; dolna miała grubość 250 mm na śródokręciu). Wysokość rozciągającego się na całej długości kadłuba pancerza burtowego wynosiła 2 metry, z czego 1,5 metra znajdowało się poniżej konstrukcyjnej linii wodnej. Ponad nim rozciągał się górny pas pancerny o grubości 100 mm, chroniący podajniki amunicyjne dział kal. 305 i 274 mm, o wysokości od 3 metrów na dziobie, poprzez 1,2 metra na śródokręciu i 2 metry na rufie .
Wypukły pokład pancerny wykonany ze stali miękkiej umieszczony został na górnej części głównego pasa burtowego i miał grubość od 70 mm na środku do 100 mm przy burtach; 0,9 metra poniżej znajdował się przeciwodłamkowy pancerz pokładowy o grubości 20 mm. Wieża dowodzenia o kształcie walca miała ściany grubości 230 mm.
Wieże artylerii głównej kal. 305 i 274 mm były chronione pancerzem ze stali kowalnej o grubości 370 mm (dach 70 mm). Posadowione były na barbetach o grubości 150 mm . Wieże artylerii średniej kal. 138 mm miały pancerz o grubości 102 mm (góra 20 mm).

## Służba

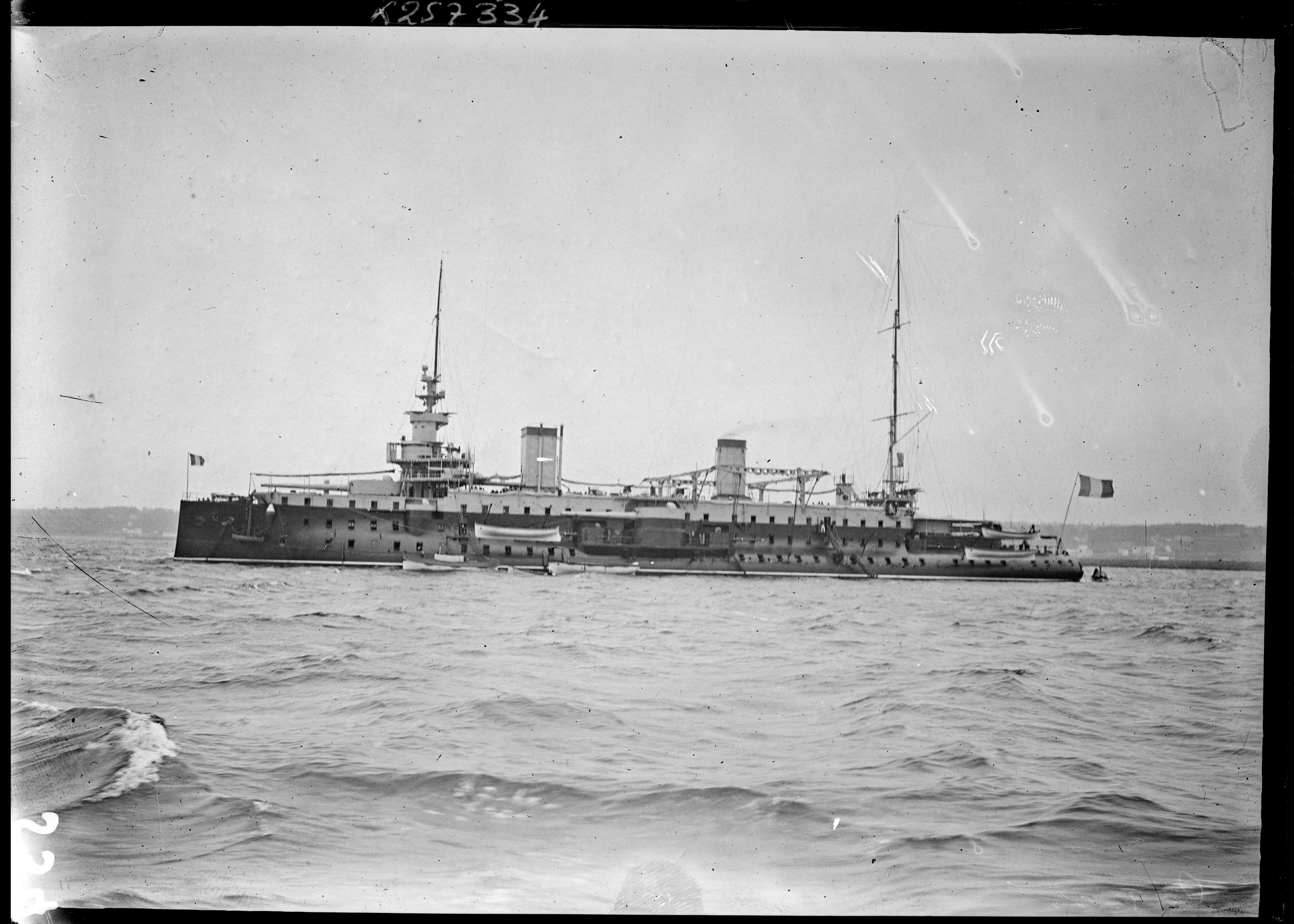
„Carnot” na redzie Brestu w 1905 r.

25 czerwca 1897 roku pancernik został przyjęty do służby w Marine nationale. „Carnot” został wcielony do 1. Dywizjonu Pancerników Eskadry Śródziemnomorskiej, zastępując przeniesiony do 3. Dywizjonu pancernik „Marceau”. W nocy z 17 na 18 sierpnia 1897 roku przy silnym wietrze okręt zerwał się z kotwicy, nie odnosząc poważniejszych uszkodzeń. W 1900 roku część rewolwerowych działek kal. 37 mm zostało wymienionych na półautomatyczne działka tego samego kalibru systemu Maxima, a liczbę dział kal. 47 mm powiększono do 18. W latach 1900–1901 „Carnot” wchodził w skład stacjonującej nad Atlantykiem Eskadry Północnej. Na początku XX wieku z okrętu zdemontowano nawodne wyrzutnie torped .
W 1902 roku okręt powrócił na Morze Śródziemne, wchodząc powtórnie w skład Eskadry Śródziemnomorskiej (do 1904 roku). Od 21 do 27 czerwca 1903 roku „Carnot” wraz z innymi okrętami Eskadry Śródziemnomorskiej (m.in. pancernikami „Jauréguiberry” i „Iéna”) odbył rejs do Kadyksu. Z powodu zbyt dużego zanurzenia „Carnot” i „Jauréguiberry” musiały zostać na redzie, a do hiszpańskiego portu zawinęła jedynie „Iéna”, na której pokładzie gościł król Alfons XIII Burbon. Od 1905 do 1906 roku jednostka ponownie została przeniesiona do Eskadry Północnej. W dniach 7–14 sierpnia 1905 roku „Carnot” wszedł w skład liczącej 18 jednostek reprezentacji floty francuskiej (trzy pancerniki, trzy pancerniki obrony wybrzeża, cztery krążowniki pancerne, jeden krążownik pancernopokładowy i siedem kontrtorpedowców), która wzięła udział w paradzie morskiej w Spithead w obecności króla Edwarda VII.
Lata 1907–1910 okręt spędził na Morzu Śródziemnym. Wiosną 1909 roku jednostka trafiła na remont z powodu niegroźnej awarii cylindra wysokiego ciśnienia. Od 4 stycznia do końca maja 1910 roku „Carnot” wraz z innymi należącymi do 2. Eskadry okrętami wziął udział w rejsie Mers el-Kébir – Tanger – Gibraltar – Kadyks – Lizbona – Vigo (Hiszpania) – La Pallice, a następnie okręty powróciły do Tulonu na coroczne manewry. W połowie czerwca okręt przeszedł do Brestu, wchodząc po raz kolejny w skład Eskadry Północnej, przemianowanej 1 sierpnia 1911 roku w 3. Eskadrę. W sierpniu 1911 roku „Carnot”, należący do 2. Dywizjonu Pancerników 3. Eskadry, wziął udział w manewrach floty na Morzu Śródziemnym, podczas których stwierdzono wady podajników amunicyjnych dział kal. 274 mm. 25 września na redzie Tulonu jednostka wzięła udział w akcji ratowniczej po wybuchu ładunków miotających na pancerniku „Liberté”, a na początku października powróciła do Brestu. W 1913 roku „Carnot” uczestniczył w kolejnych manewrach w składzie 2. Dywizjonu Pancerników 3. Eskadry, po czym 11 listopada 3. Eskadrę rozformowano.
18 marca 1914 roku dowództwo floty podjęło decyzję o wycofaniu z dniem 1 kwietnia ze służby pancerników „Carnot”, „Brennus”, „Masséna” i „Charles Martel”. Okręt pozostał w Breście, pełniąc funkcję hulku mieszkalnego. Działa kal. 305 mm zostały w 1914 roku przerobione na haubice kolejowe kal. 370 mm M1915 i trafiły na wyposażenie dwóch baterii: Surcouf i Staïfia. 27 maja 1918 roku obie baterie zostały zdobyte przez Niemców, jednak nie zostały przez nich wykorzystane bojowo; działo z baterii Staïfia zostało złomowane, a po zawarciu rozejmu do Francji powróciła sprawna armata z baterii Surcouf.
Jednostka została skreślona z listy floty w październiku 1919 roku . 8 kwietnia 1922 roku okręt został sprzedany w celu złomowania, które przeprowadzono w Breście w tym samym roku.